# Schwarzacher Hochwald
Der Schwarzacher Hochwald ist eine Gemarkung im niederbayerischen Landkreis Straubing-Bogen.
Sie liegt vollständig auf Schwarzacher Gemeindegebiet und ist 550,3 Hektar groß.
Die Gemarkung grenzt im Norden an die Gemarkung Sankt Englmar, Im Osten an Achslach, Bernried, im Süden an Albertsried und Schwarzach und im Westen an Perasdorf. Das Gebiet ist unbewohnt und fast vollständig bewaldet. Die größte Ausdehnung ist von West nach Ost etwa 3,5 Kilometer, vom Schopf in Richtung Klausenstein (außerhalb). Der Gipfel des Hirschensteins liegt auf der nordöstlichen Begrenzung.
Das ehemalige gemeindefreie Gebiet im Landkreis Straubing-Bogen wurde zum Jahresende 1986 aufgelöst und am 1. Januar 1987 in die Gemeinde Schwarzach eingegliedert. Am 1. Januar 1983 hatte es eine Fläche von 428,06 Hektar. Die Fläche zum Gebietsstand 1. Oktober 1966 betrug ebenfalls 428,06 Hektar.
Bei der Auflösung des Böbracher Staatswaldes wurden etwa 120 ha der Gemeinde Schwarzach auf der Gemarkung Schwarzacher Hochwald zugeschlagen.